# Vicques (Jura)
Vicques (antiguamente en alemán Wix) es una localidad y antigua comuna suiza del cantón del Jura, localizada en el distrito de Delémont. Desde el 1 de enero de 2013 hace parte de la comuna de Val Terbi.

## Historia
La primera mención escrita de Vicques data de 866 cuando aparece en un documento con el nombre de Vicum. La comuna mantuvo su autonomía hasta el 31 de diciembre de 2012. El 1 de enero de 2013 pasó a ser una localidad de la comuna de Val Terbi, tras la fusión de las antiguas comunas de Montsevelier, Vermes y Vicques.

## Geografía
La antigua comuna limitaba al noreste con la comuna de Bärschwil (SO), al este con Courchapoix, al sur con Vermes y Rebeuvelier, y al oeste y noroeste con Courroux.

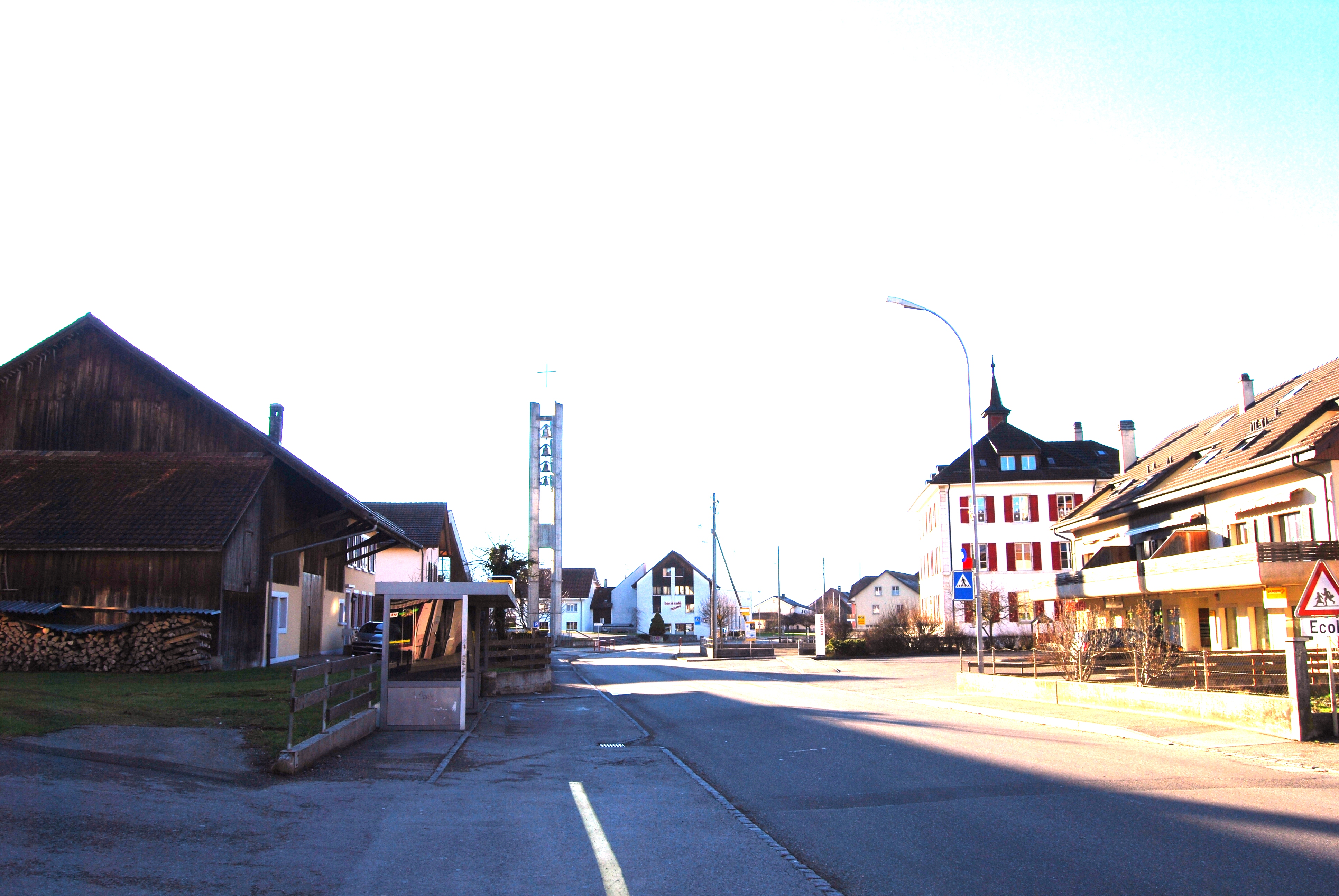
Vicques